# Лична карта
Лична карта је јавна исправа којом држављани доказују идентитет унутар матичне државе. Лична карта служи и као доказ о другим чињеницама које су у њој садржане. Ако је то одређено међународним уговором, лична карта може да служи и као путна исправа. У већини европских држава, лична карта је обавезна за поседовати и носити са собом након што особа напуни одређен број година (најчешће кад особа постане пунолетна, у неким и раније, нпр. у Белгији са 12 година), а неке државе дозвољавају да се носи пасош или возачка дозвола. Неке државе издају личне карте, али не захтевају да се поседује (Аустрија, Италија,...), док неке уопште немају образац личне карте (Уједињено Краљевство, Канада).
Уколико особа одбије да покаже личну карту полицији или не поседује личну карту добија новчану или затворску казну. Неке државе издају личне карте страним држављанима и лицима без држављанства са одобреним сталим боравком. У недостатку званичног идентификационог документа, возачка дозвола може бити прихваћена у многим земљама за верификацију идентитета. Неке земље не прихватају возачке дозволе за идентификацију, често зато што у тим земљама оне не истичу као документи и могу бити старе или лако фалсификоване. Већина земаља прихвата пасоше као вид идентификације. Неке земље захтевају да сви људи имају на располагању лични документ у сваком тренутку. Многе земље захтевају да сви странци имају на располагању пасош или повремено националну личну карту из своје земље у било ком тренутку ако немају боравишну дозволу у земљи.
Лични документ се користи за повезивање особе са информацијама о особи, често у бази података. Веза између личног документа и базе података заснива се на личним подацима присутним у документу, као што су пуно име и презиме носиоца, године старости, датум рођења, адреса, матични број, број картице, пол, држављанство и друго. Јединствени национални идентификациони број је најсигурнији начин, али у неке земљe немају такве бројеве или их не приказују на личним документима.

## Историја
Верзију пасоша који се сматра најранијим личним документом уписаним у закон донео је енглески краљ Хенри V Ланкастер са Законом о безбедном опхођењу из 1414. године. Током следећих 500 година и до пре Првог светског рата већина људи није имала или нити су им требали лични документи.
Фотографска идентификација појавила се 1876. године, али није постала широко коришћена све до почетка 20. века када су фотографије постале део пасоша и других личних докумената као што су возачке дозволе, од којих су се сви називали фотографским идентификационим документима. Аустралија и Велика Британија су, на пример, увеле захтев за фотографским пасошем 1915. године након такозваног Лодијевог шпијунског скандала.
Облик и величина личних карти стандардизовани су 1985. године путем ISO/IEC 7810 стандарда. Неки од модерних личних докумената су паметне картице, које садрже интегрисана кола која је тешко фалсификовати. Те карте су стандардизоване 1988. године стандардом ISO/IEC 7816. Нове технологије омогућавају да личне карте садрже биометријске информације, попут фотографије; мера лица, руку или мрежњаче; или отиске прстију. Многе земље сада издају електронске личне карте.

## Усвајање
Званичници задужени за спровођење закона тврде да личне карте олакшавају надзор и потрагу за криминалцима и стога подржавају универзално усвајање личних карата. У земљама које немају националну личну карту, постоји забринутост због пројектованих великих трошкова и потенцијалне злоупотребе високотехнолошких паметних картица.
У многим земљама, а посебно у земљама енглеског говорног подручја, као што су Аустралија, Канада, Ирска, Нови Зеланд, Велика Британија и Сједињене Државе, не постоје обавезне личне карте које издаје влада за све грађане. У Ирској, Одељење за послове запошљавања и социјалне заштите (DEASP) не сматра ирску карту јавних служби видом националне личне карте, мада многи сматрају да она то у заправо постаје, без јавне расправе или чак законодавне основе.
У овим земљама се води дебата о томе да ли такве картице и њихове централизоване базе података представљају повреду приватности и грађанских слобода. Највише критика је усмерено на могућност злоупотребе централизованих база података у којима се чувају осетљиви подаци. Истраживање студената Отвореног универзитета Уједињеног Краљевства из 2006. закључило је да је планирана обавезна лична карта према Закону о личним картама из 2006. заједно са базом података централне владе изазвала најнегативнији одговор међу неколико опција. Ниједна од горе наведених земаља не захтева личне документе, али оне имају де факто еквиваленте, јер ове земље и даље захтевају доказ идентитета у многим ситуацијама. На пример, сви возачи возила морају да имају возачку дозволу, а млади ће можда морати да користе посебно издате „картице са доказом старости“ приликом куповине алкохола.

### Аргументи за
Аргументи за личне документе као такве:
- Да би се избегла погрешна идентификација људи и поспешила борба против преваре, потребно је да постоји сигуран начин да се докаже идентитет особе.
- Свако људско биће већ носи своју личну идентификацију у облику ДНК, коју је изузетно тешко фалсификовати или одбацити (у смислу модификације). Чак и за недржавне комерцијалне и приватне интеракције, ово би ускоро могло постати преферирани идентификатор, чинећи државну личну карту мањим злом од потенцијално великих ризика по приватност повезаних са свакодневним коришћењем генетског профила особе у сврхе идентификације.[1][7][8][9][10]

Аргументи за документе о националном идентитету:
- Ако се користе само приватне алтернативе, као што су личне карте које издају банке, инхерентни недостатак доследности у вези са политиком издавања може довести до проблема. На пример, у Шведској приватне компаније као што су банке (наводећи безбедносне разлоге) одбиле су да издају ИД карте појединцима без шведске картице или шведског пасоша. То је приморало владу да почне да издаје националне картице. Такође је теже контролисати употребу информација од стране приватних компанија, као што је када издаваоци кредитних картица или компаније друштвених медија мапирају понашање приликом куповине како би помогли у одабиру огласа.

### Аргументи против
Аргументи против личних докумената као таквих:
- Развој и административни трошкови система личних карата могу бити високи. За напуштену британску личну карту су предложене бројке од 30 до 90 фунти или чак више. У земљама као што је Чиле, личну карту плаћа свака особа до 6 фунти; у другим земљама, као што су Француска или Венецуела, лична карта је бесплатна.[11][12] Ово, међутим, не открива стварне трошкове издавања личних карата, јер неки додатни део могу да сносе порески обвезници.

Аргументи против националних личних докумената:
- Уместо да се ослања на личне карте које је издала влада, америчка савезна политика је охрабрила различите системе идентификације који већ постоје, као што су возачке дозволе или дозволе за оружје или приватне картице.

Аргументи против прекомерне употребе или злоупотребе личних докумената:
- Картице које се ослањају на централизовану базу података могу се користити за праћење нечијих физичких кретања и приватног живота, чиме се нарушава лична слобода и приватност. Предложена британска лична карта предлаже серију повезаних база података којима управљају фирме из приватног сектора. Управљање различитим повезаним системима у низу институција и знатним бројем особља може да произведе безбедносне проблеме.[13]
- Ако је раса приказана на обавезним личним документима, ове информације могу довести до расног профилисања.

## Националне политике
Према подацима из 1886. године агенције Међународна приватност, поседовање личних карата било је обавезно у око 100 земаља, иако оно што представља „обавезно“ варира. У неким земљама је обавезно имати личну карту када особа наврши прописану старост. Казна за непоседовање је обично новчана, али у неким случајевима може довести до притвора док се не утврди идентитет. За особе осумњичене за кривична дела као што су крађа у продавници или непоседовање аутобуске карте може довести до таквог притвора, такође у земљама које формално не захтевају личне карте. У пракси, насумичне провере су ретке, осим у неизвесним временима.
Један број земаља нема националне личне карте. То укључује Андору, Аустралију, Бахаме, Канаду, Данску, Индију, Јапан, Кирибате, Маршалска острва, Науру, Нови Зеланд, Палау, Самоу, Туркменистан, Тувалу и Уједињено Краљевство. Други идентификациони документи као што су пасоши или возачке дозволе се онда користе као лични документи када је то потребно. Међутим, владе Кирибатија и Самое планирају да у блиској будућности уведу нове националне личне карте. Неке од њих, нпр. Данска, имају једноставније службене личне карте, које не одговарају сигурности и степену прихватања националне личне карте, коју користе људи без возачке дозволе.
Бројне земље имају добровољне шеме личних карата. То укључује Аустрију, Белизе, Финску, Француску, Мађарску (међутим, сви грађани Мађарске морају имати најмање један од следећих докумената: важећи пасош, возачку дозволу са фотографијом или националну личну карту), Исланд, Ирску, Норвешка, Свету Луцију, Шведску, Швајцарску и Сједињене Државе. Схема Уједињеног Краљевства је укинута у јануару 2011. и база података је уништена.
У Сједињеним Државама, савезна влада издаје опционе личне карте познате као „пасошке картице” (које укључују важне информације као што је националност). С друге стране, државе издају опционе личне карте за особе које немају возачку дозволу као алтернативно средство идентификације. Ове картице издаје иста организација одговорна за возачке дозволе, која се обично назива Одељење за моторна возила. Пасошке картице имају ограничен статус или могућност путовања, обично за потребе домаћег путовања. Напомена, ово није обавезна лична карта за грађане.
За Сахарави народ у Западној Сахари, шпанске личне карте пре 1975. су главни доказ да су били грађани, за разлику од недавних мароканских досељеника. Стога би им било дозвољено да гласају на евентуалном референдуму о самоопредељењу.
Компаније и владина одељења могу да издају личне карте из безбедносних разлога, као доказ идентитета или доказ квалификације. На пример, сви таксисти у Великој Британији носе ИД карте. Менаџери, надзорници и оператери у грађевинарству у Великој Британији имају фотографску ИД картицу, CSCS картицу (Шема сертификације грађевинских вештина), која означава обуку и вештине укључујући обуку о безбедности. Они који раде на железничким земљиштима у Уједињеном Краљевству у близини радних линија морају да носе личну карту са фотографијом која указује на обуку о безбедности на прузи (PTS и друге картице) чије поседовање зависи од периодичних и рандомних провера алкохола и дрога. У Квинсленду и Западној Аустралији, свако ко ради са децом мора да прође проверу и да добије плаву карту или картицу за рад са децом.

### Лична карта у Србије
Лична карта Србије је лична карта која се издаје држављанима Србије у Србији. Лична карта се може искористити за улазак у државе са којима је постигнут такав договор, уместо пасоша. Издаје се свим држављанима Србије са пријављеним пребивалиштем у Србији и обавезна је за особе старије од 16 година.

### Лична карта Хрватске
Лична карта Хрватске (Osobna iskaznica) је лична карта која се издаје хрватским држављанима који је старији од 10 година живота са пребивалиштем у Хрватској, док су особе са навршених 18 година у обавези поседовати личну карту. Издаје се са роком важења од 5 година, а најкасније до краја месеца у календарској години када пуне 18 година живота.

### Лична карта Босне и Херцеговине
Лична карта Босне и Херцеговине је лична карта која се издаје држављанима Босне и Херцеговине са пребивалиштем у БиХ. Свака особа са најмање 15 година живота имају право да им се изда лична карта, док су старији од 18 година у обавези да поседују важећу личну дозволу.

### Лична карта Немачке
Немачка лична карта је обавезни документ који издаје регионални регистрациона канцеларија. Према немачком законодавству, лице је дужно да поседује важећу личну карту или пасош након навршене 16.-те године.
Лична карта поседује RFID технологију. Подаци су исписани на немачком, енглеском и француском језику.
На предњој страни личне карте штампају следећи подаци:
1. Серијски број документа
2. Приступни код за RFID чип
3. Презиме, као и титула др. (уколико лице поседује докторат)
4. Име
5. Датум рођења
6. Држављанство
7. Место рођења

На полеђини личне карте штампају следећи подаци:
1. Боја очију (само на немачком језику)
2. Висина у центиметрима
3. Датум издавања
4. Адреса пребивалишта
5. Издавалац
6. Религиозно име или псеудоним (само ако има)
7. Машински читљива зона

### Унутрашњи пасош Русије
Унутрашњи пасош Руске Федерације је лични документ који се издаје руским држављанима ради идентификације у Руској Федерацији. Особама се издаје након навршене 14 године, а обнавља се у 20 и 45 години живота, или у случају губитка.